# Mistrzostwa świata mikstów w curlingu
Mistrzostwa świata mikstów w curlingu po raz pierwszy rozegrane zostały w 2015 w Bernie. Zastąpiły one rozgrywane wcześniej mistrzostwa Europy. Drużyna mikstów składa się z dwóch kobiet i dwóch mężczyzn.

## Wyniki
| Rok  | Kraj       | Miasto   | Liczba drużyn | Złoto                                                                                   | Srebro                                                                   | Brąz                                                                               |
| ---- | ---------- | -------- | ------------- | --------------------------------------------------------------------------------------- | ------------------------------------------------------------------------ | ---------------------------------------------------------------------------------- |
| 2015 | Szwajcaria | Berno    | 36            | Norwegia · Steffen Walstad, Julie Molnar, Sander Rølvåg, Pia Trulsen                    | Szwecja · Rasmus Wranå, Zandra Flyg, Joakim Flyg, Johanna Heldin         | Chiny · Ji Yansong, Zheng Chunmei, Guo Wenli, Gao Xuesong                          |
| 2016 | Rosja      | Kazań    | 37            | Rosja · Aleksander Kruszelnicki, Anastazja Bryzgałowa, Daniił Goriaczew, Maria Dujunowa | Szwecja · Fredrik Nyman, Jennie Wåhlin, Joakim Flyg, Johanna Heldin      | Szkocja · Cameron Bryce, Katie Murray, Bobby Lammie, Sophie Jackson                |
| 2017 | Szwajcaria | Champéry | 37            | Szkocja · Grant Hardie, Rhiann Macleod, Billy Morton, Barbara McFarlane                 | Kanada · Trevor Bonot, Jacqueline McCormick, Korey Carr, Megan Carr      | Czechy · Jaroslav Vedral, Andrea Krupanská, Lukáš Klípa, Denisa Poštová            |
| 2018 | Kanada     | Kelowna  | 35            | Kanada · Mike Anderson, Danielle Inglis, Sean Harrison, Lauren Harrison                 | Hiszpania · Sergio Vez, Oihane Otaegi, Mikel Unanue, Leire Otaegi        | Rosja · Aleksander Jeromin, Maria Komarowa, Daniił Goriaczew, Anastazja Moskaliowa |
| 2019 | Szkocja    | Aberdeen | 40            | Kanada · Colin Kurz, Meghan Walter, Brendan Bilawka, Sara Oliver                        | Niemcy · Andy Kapp, Pia-Lisa Schöll, Benjamin Kapp, Petra Tschetsch      | Norwegia · Wilhelm Naess, Ingvild Skaga, Harald Skarsheim Rian, Eirin Mesloe       |
| 2020 | odwołane   | odwołane | odwołane      | odwołane                                                                                | odwołane                                                                 | odwołane                                                                           |
| 2021 | odwołane   | odwołane | odwołane      | odwołane                                                                                | odwołane                                                                 | odwołane                                                                           |
| 2022 | Szkocja    | Aberdeen | 35            | Kanada · Jean-Michel Ménard, Marie-France Larouche, Ian Belleau, Annie Lemay            | Szkocja · Cameron Bryce, Lisa Davie, Scott Hyslop, Robyn Munro           | Szwajcaria · Yves Hess, Ursi Hegner, Simon Hoehn, Chantal Schmid                   |
| 2023 | Szkocja    | Aberdeen | 34            | Szwecja · Johan Nygren, Jennie Wåhlin, Fredrik Carlsén, Fanny Sjöberg                   | Hiszpania · Sergio Vez, Oihane Otaegi, Mikel Unanue, Leire Otaegi        | Kanada · Félix Asselin, Laurie St-Georges, Émile Asselin, Emily Riley              |
| 2024 | Szkocja    | Aberdeen | 39            | Szwecja · Simon Granbom, Rebecka Thunman, Johannes Patz, Mikaela Altebro                | Japonia · Shun Ichitsubo, Hinako Hase, Hiroki Hasegawa, Chihiro Tokoyoda | Szwajcaria · Yves Wagenseil, Nora Wüest, Dieter Wüest, Marion Wüest                |

## Klasyfikacja medalowa
| Miejsce | Reprezentacja | Złoto | Srebro | Brąz | Razem |
| ------- | ------------- | ----- | ------ | ---- | ----- |
| 1       | Kanada        | 3     | 1      | 1    | 5     |
| 2       | Szwecja       | 2     | 2      | 0    | 4     |
| 3       | Szkocja       | 1     | 1      | 1    | 3     |
| 4       | Norwegia      | 1     | 0      | 1    | 2     |
| 4       | Rosja         | 1     | 0      | 1    | 2     |
| 6       | Hiszpania     | 0     | 2      | 0    | 2     |
| 7       | Niemcy        | 0     | 1      | 0    | 1     |
| 7       | Japonia       | 0     | 1      | 0    | 1     |
| 9       | Szwajcaria    | 0     | 0      | 2    | 2     |
| 10      | Chiny         | 0     | 0      | 1    | 1     |
| 10      | Czechy        | 0     | 0      | 1    | 1     |
| Razem   | Razem         | 8     | 8      | 8    | 24    |

## Wyniki reprezentacji Polski
| Rok  | Klub                             | Miejsce | Skład                                                                 |
| ---- | -------------------------------- | ------- | --------------------------------------------------------------------- |
| 2015 | (brak krajowych eliminacji)      | 14      | Marta Szeliga-Frynia, Maciej Cesarz, Adela Walczak, Paweł Frynia      |
| 2016 | Polska Organizacja Sportowa Łódź | 9       | Andrzej Augustyniak, Adela Walczak, Kasper Knebloch, Martyna Wilczak  |
| 2017 | Polska Organizacja Sportowa Łódź | 9       | Andrzej Augustyniak, Adela Walczak, Kasper Knebloch, Karolina Startek |
| 2018 | City Curling Club Warszawa       | 30      | Michał Janowski, Aneta Lipińska, Sławomir Białas, Daria Chmarra       |
| 2019 | Śląski Klub Curlingowy Katowice  | 9       | Bartosz Dzikowski, Ewa Nogły, Konrad Stych, Zuzanna Rybicka           |
| 2023 |                                  | 17      | Andrzej Augustyniak, Adela Walczak, Pawel Hertman, Karolina Startek   |
| 2024 | POS Łódź                         | 5       | Borys Jasiecki, Justyna Wojtas, Julia Dyderska, Jeremi Telak          |